# Francesc Arnau i Cortina

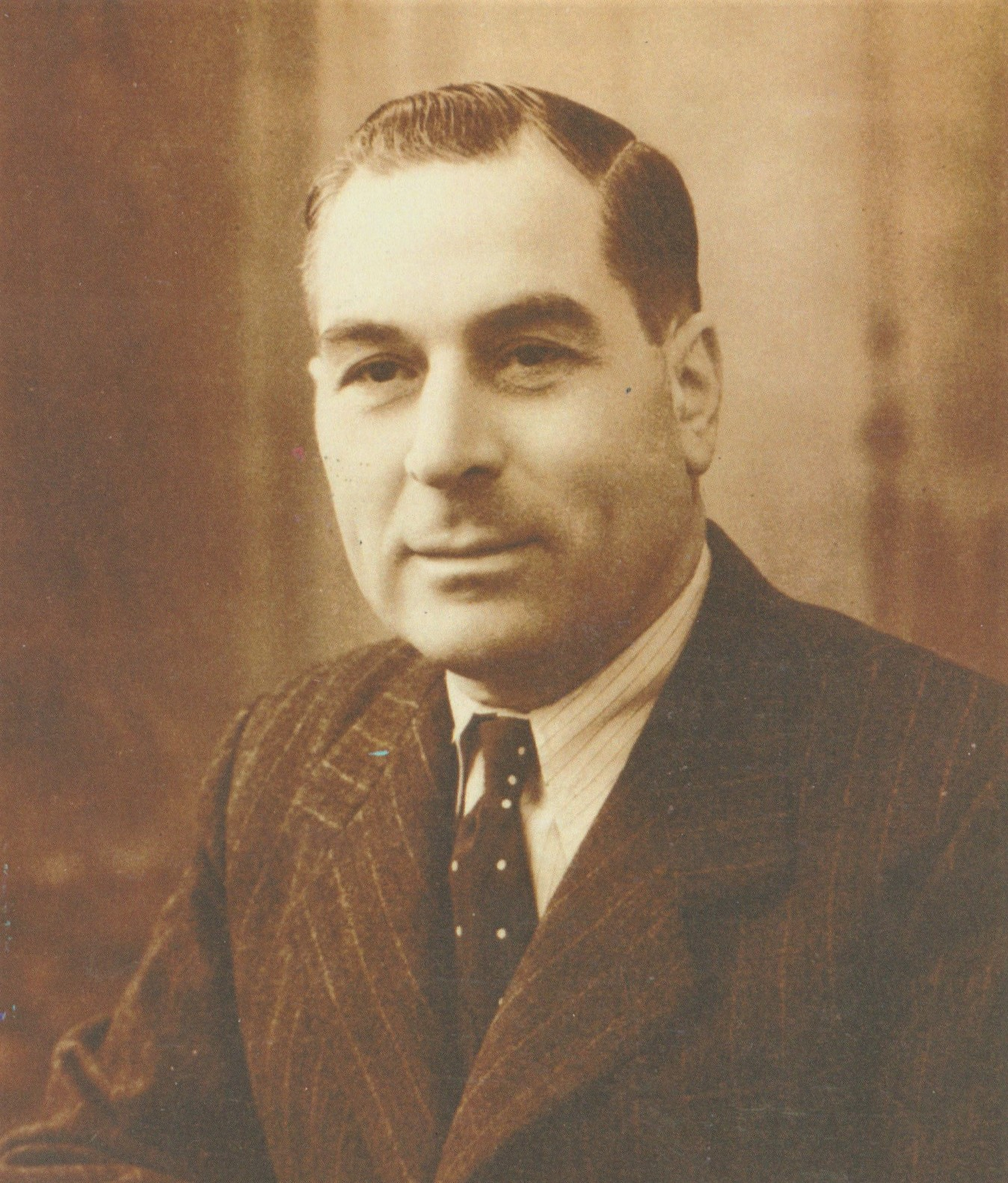
Francesc Arnau al 1934 quan era batlle de Malgrat i diputat al Parlament de Catalunya

Francesc Arnau i Cortina (Hostalric, Selva, 2 d'abril de 1889 - Perpinyà, 14 de març de 1974) fou un comerciant i polític català.
Va néixer el 2 abril 1889 a Hostalric, on els seus pares tenien un comerç de roba. Molt bon alumne a l'escola pública del poble i malgrat que el mestre intentà que continuï a estudiar, els seus pares l'envien a 14 anys d'aprenent en una casa comercial de Barcelona. Durant l'aprenentatge va entrar a l'associació Obrera nacionalista de Gràcia i comença col·laboracions a la revista de l'entitat Renaixament. S'interessa a tots els moviments artístics que es desenvolupen a Barcelona: orfeons, sardana, teatre, poesia i literatura. És l'època del Quatre Gats, Papitu, la revista Joventut, etc. Des del 1919 es va establir a Malgrat, on es dedicà al comerç tèxtil i va fer conferències. A les eleccions municipals de 1930 fou escollit regidor de Malgrat quan es proclamà la República en fou escollit alcalde. El 1931 s'afilià a ERC, partit amb el qual fou elegit diputat per Girona a les eleccions al Parlament de Catalunya de 1932. Constituït el Parlament, Carles Pi i Sunyer, el conseller primer va designar Francesc Arnau a les presidències de Llei Municipal i de Governació. Fou un dels ponents de la Llei de Règim Local de 1934. El novembre de 1936 dimití de l'alcaldia en desacord amb la política municipal republicana durant la guerra civil espanyola. Aleshores fou nomenat vicepresident de la Comissió Reguladora de Preus de la Generalitat de Catalunya.
En acabar el conflicte va marxar a Perpinyà. El 1939 es va establir a Prada de Conflent, on va mantenir contacte amb intel·lectuals exiliats com Pompeu Fabra i Pau Casals.

## Enllaços externs

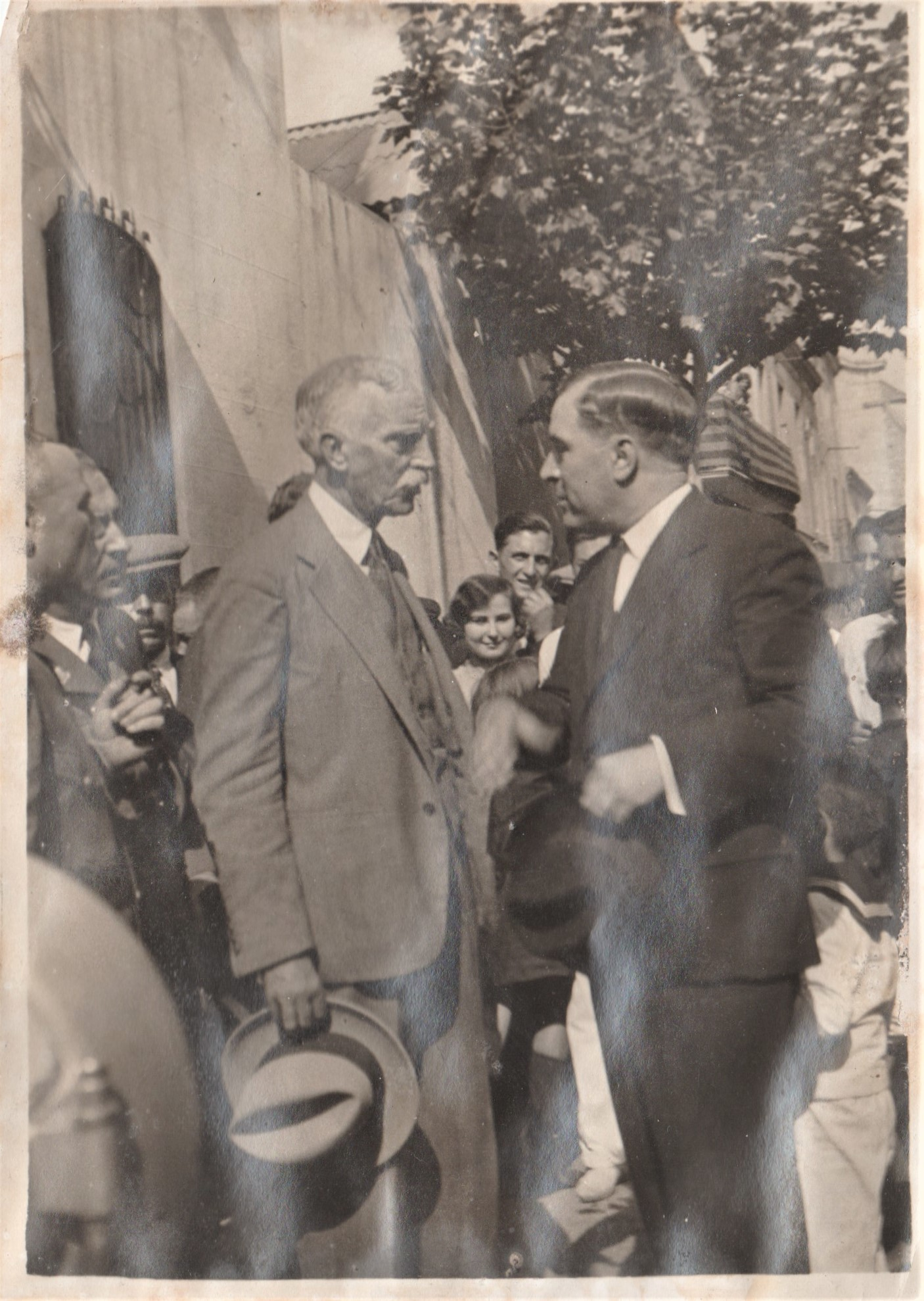
El batlle Francesc Arnau rep el president Francesc Macià a l'ajuntament de Malgrat de Mar (visita oficial 1934)